# Estación de Sacavém
La Estación Ferroviaria de Sacavém, igualmente denominada de Sacavém-Bobadela Sul, es una plataforma ferroviaria de la Línea del Norte, situada en el margen derecho de la orilla del Trancão, en el ayuntamiento de Loures, a escasos kilómetros al norte de Lisboa, en Portugal. Es utilizada por los servicios de pasajeros de la CP Urbanos de Lisboa de la línea de Azambuja.

## Historia
Partiendo de la línea ferroviaria del Norte, la Estación de Sacavém fue inaugurada en 1856, en la apertura del primer tramo de ferrocarril en Portugal, entre Lisboa (Santa Apolónia) y Carregado (ya antes, sin embargo, el primer viaje experimental, realizado el 8 de julio de 1854, tuvo lugar entre Sacavém y Vila Franca). Pocos metros al norte de la estación, fue construido un puente de hierro, fabricado ex-profeso para ese lugar en Inglaterra, destinado a atravesar el Río Trancão.
Fue prevista, en la licitación de la Compañía Real de los Caminhos de Ferro Portugueses de 1902, la instalación de una vía transversal en esta plataforma.
Con la reestructuración de las líneas suburbanas de Lisboa, la Estación de Sacavém fue integrada en el tramo común en las líneas de Sintra y de Azambuja.

## Características

### Arquitectura
La construcción, inicialmente en estilo manuelino, fue después reconstruida en materiales más modernos. El panel de azulejos azul y blanco, que identifica la estación también con la ortografía del siglo XIX (Sacavem), es de los elementos más antiguos de la estación, y que subsiste desde sus orígenes.

### Vías y plataformas
En enero de 2011, la estación poseía 4 vías de circulación, con 641, 712 y 747 metros de longitud; las respectivas plataformas presentaban 220 y 221 metros de longitud, y 90 centímetros de altura.